# Johann Albert Fabricius
Johann Albert Fabricius (Leipzig, 11 de novembro de 1668 - Hamburgo, 30 de abril de 1736) foi um bibliógrafo e acadêmico clássico alemão.

## Biografia
Fabricius nasceu em Leipzig, filho de Werner Fabricius, diretor musical da Igreja de São Paulo de sua cidade e autor de diversas obras, a mais importante sendo Deliciae Harmonicae (1656). O filho recebeu sua educação inicial de seu pai que, em seu leito de morte, recomendou que ele ficasse aos cuidados do teólogo Valentin Alberti.
Ele estudou sob J. G. Herrichen e, depois, em Quedlimburgo, sob Samuel Schmid. E foi na biblioteca deste, como ele mesmo confessou depois, que ele encontrou dois livros, o compêndio de Kaspar von Barth Adversariorum libri LX (1624) e Polyhistor, de Daniel Georg Morhof, que lhe deram a ideia de sua Bibliothecæ, o tipo de obra que faria a sua fama posterior.
Tendo retornado para Leipzig em 1686, ele publicou anonimamente (dois anos depois) a sua primeira obra, Scriptorum recentiorum decas, um ataque a dez autores de seu tempo. Seu Decas Decadum, sive plagiariorum et pseudonymorum centuria (1689) é a única de suas obras na qual ele assina o nome "Faber". Depois disso, ele se aplicou ao estudo da Medicina que, porém, ele abandonou em prol da Teologia; e tendo ido para Hamburgo em 1693, ele propos viajar pelo exterior quando a má notícia de que o custo de sua educação tinha consumido seu patrimônio todo e ainda o deixou em débito com seu fiador, forçando-o a abandonar este projeto. Sua dissertação de doutorado (1693), De Platonismo Philonis Judaei, contribuiu para que Fílon de Alexandria perdesse a sua posição como "Padre da Igreja honorário".
Ele continuou em Hamburgo como bibliotecário de Johann Friedrich Mayer (1650–1712). Em 1696, ele acompanhou seu patrão a Suécia e, ao retornar para Hamburgo logo depois, ele se tornou um candidato para a cadeira de Lógica e Filosofia. O sufrágio começou com um virtual empate entre Fabricius e Sebastian Edzardus, um de seus adversários, e terminou sendo decidido na sorte em favor de Edzardus. Porém, em 1699, Fabricius venceu Vincent Placcius na disputa pela cadeira de Retórica e Ética, um posto que ele manteve até a sua morte, recusando convites de Greifswald, Kiel, Gießen e Wittenberg. Ele morreu em Hamburgo.

## Obras
Credita-se a Fabricius cento e vinte e oito livros. Ele foi um celebrado biógrafo e colecionador de manuscritos e muitos de seus volumes são compilações, edições ou antologias. Um dos mais famosos e trabalhosos  foi a Bibliotheca Latina (1697, republicado numa versão melhorada e emendada por J.A. Ernesti, 1773). As divisões desta compilação são:
1. Os autores da era de Tibério;
2. De Tibério até a dinastia antonina;
3. Dos antoninos até o declínio da língua;
4. Fragmentos de autores antigos e capítulos da literatura do cristianismo primitivo.

Uma obra suplementar foi a Bibliotheca Latina mediae et infimae Aetatis (1734–1736; com um volume adicional por Christian Schottgen, 1746; editado por Mansi, 1754). Sua "obra prima", porém, é a Bibliotheca Graeca (1705–1728, revisada e continuada por G. C. Harles, 1790—1812), uma obra que foi justamente denominada de maximus antiquae eruditionis thesaurus. Suas divisões são marcadas por Homero, Platão, Jesus, Constantino I e a Queda de Constantinopla em 1453, com um sexto volume devotado à Lei Canônica, jurisprudência e Medicina.
De suas demais obras: Specimen elencticum historiae logicae, um catálogo de tratados sobre Lógica conhecidos por ele (1699); Bibliotheca Antiquaria, um relato dos autores cujas obras ilustraram antiguidades judaicas, gregas, romanas e cristãs (1713); Centifolium Lutheranum, uma bibliografia luterana (1728); Bibliotheca Ecclesiastica (1718). Além disso, ele escreveu o prefácio do Theatrum anonymorum et pseudonymorum de Vincent Placcius (1708).
Fabricius também foi influente em articular as noções acadêmicas contemporâneas sobre a "Pseudepigrapha do Antigo Testamento" e os "Apócrifos do Novo Testamento" através de sua compilação de coleções de textos e trechos nas obras Codex apocryphus Novi Testamenti (1703), Codex pseudepigraphus Veteris Testamenti (1713) e Codicis pseudepigraphi Veteris Testamenti Volumen alterum accedit Josephi veteris Christiani auctoria Hypomnesticon (1723). Estes volumes permanecem, ainda hoje, sendo amplamente consultados e citados.
Os detalhes da vida de Fabricius podem ser encontrados na De Vita et Scriptis J. A. Fabricii Commentarius, escrita por seu afilhado, H. S. Reimarus, o famoso editor de Dião Cássio, publicada em Hamburgo em 1737; veja também C. F. Bähr na Allgemeine Encyclopaedie de Ersch e Gruber, e  Hist. Class. Schol. iii, de J. E. Sandys (1908).